# Lão sư
 Đây là một bài viết bách khoa có tên Lão sư. Về nghĩa của từ này, xem Lão sư tại Wiktionary.
Lão sư (zh. 老師, ja. rōshi) là danh hiệu dùng cho một vị Thiền sư tại Nhật. Thông thường, người ta tu học thiền dưới sự hướng dẫn của một Lão sư và vị này có thể là một cư sĩ (nam, nữ), không nhất thiết phải là một vị tăng. Nhiệm vụ của một Lão sư là hướng dẫn và khuyến khích thiền sinh trên con đường Giác ngộ, Kiến tính, với điều kiện là vị này cũng đã đạt một cấp bậc giác ngộ thâm sâu.
Thời xưa tại Nhật, danh hiệu Lão sư rất khó đạt được. Danh hiệu này được người đời ban cho—không phải tự xưng—người nào đã tự trực tiếp chứng ngộ được chân lý mà Phật đã thuyết giảng trong các bộ Kinh, sống một cuộc sống theo chân lý này và có khả năng hướng dẫn người khác đến kinh nghiệm chứng ngộ này. Điều kiện tối thiểu phải là một đức tính trong sạch, một nhân cách chững chạc. Để trở thành một Lão sư với đầy đủ tất cả những khả năng, thiền sinh phải tu học nhiều năm dưới sự hướng dẫn của một vị thầy, kiến tính và được vị này ấn khả. Sau đó, thiền sinh phải trau dồi kinh nghiệm giác ngộ của mình với nhiều vị Thiền sư khác qua những cuộc Pháp chiến (ja. hossen).
Ngày nay, vì các vị Lão sư chân chính tại Nhật không còn bao nhiêu nên thước đo cũng không còn khắt khe như xưa. Một điều rất đáng tiếc cho những vị Lão sư trong một hệ thống truyền thừa nghiêm ngặt, chính tông là rất nhiều vị tăng được gọi là "Lão sư"—chỉ vì họ đứng đầu một ngôi chùa lớn hoặc giữ một chức vị cao.